# 口井雅弘
口井 雅弘（くちい まさひろ、1971年 - ）は、朝日放送テレビ総合編成局美術部に所属する美術プロデューサー・美術デザイナーである。和歌山県出身。宝塚造形芸術大学造形学部産業デザイン学科プロダクトデザインコースを卒業後、1995年に入社。

## 主な作品

### 現在の担当番組
- おはよう朝日です
- ABC NEWSゆう
- 虎バン
- 熱闘甲子園
- 安楽椅子探偵シリーズ

### 過去の担当番組
- 部長刑事
- ムーブ!

| スタブアイコン | サブスタブ | この項目は、まだ閲覧者の調べものの参照としては役立たない、人物に関連した書きかけの項目です。この項目を加筆・訂正などしてくださる協力者を求めています（P:人物伝/PJ:人物伝）。 |